# Пожар Сбербанка во Владивостоке
Пожар Сбербанка во Владивостоке — чрезвычайное происшествие, произошедшее 16 января 2006 года в Приморском крае.

## Пожар
16 января 2006 года в здании ПромстройНИИПроекта (проспект Красного Знамени, дом 59) произошел сильный пожар. На восьмом и девятом этажах, наиболее пострадавших от огня, находились помещения Приморского отделения № 8635 Дальневосточного банка Сбербанка России. По предварительным данным, возгорание возникло около 12:00 на седьмом этаже, когда пламя быстро распространилось по верхним этажам здания. Лестница запасного выхода была перекрыта металлической решеткой, а резервный лифт — заблокирован. О пожаре в дежурную часть ГУ МЧС по Приморскому краю на пульт поступило сообщение через 16 минут. Первые машины пожарных прибыли в 12:20. Люди были вынуждены прыгать из окон. Перед зданием, заграждая все подступы, стояли рядами автомобили. Люди растаскивали легковые автомобили вручную, освобождая проезд пожарным машинам.
Водитель автолестницы, первым прибывший на место, физически не смог разместиться на месте, где можно было бы выдвинуть лестницу к правому крылу (поскольку оно было занято машинами), и начал спасать людей с левого крыла, из окон которого не шёл дым, что породило слухи о приказе спасать руководство банка в первую очередь. В этой ситуации оператор лестницы был избит, получил черепно-мозговую травму, но продолжал работать до конца.
Некоторые сотрудницы филиала Сбербанка прыгали из окон предпоследнего этажа, чтобы спастись от пожара. В результате пожара на 8 этаже в здании Промстрой НИИ проекта погибли 9 женщин. Одной было 59 лет, остальным — от 24 до 35 лет. У 5 погибших остались 9 несовершеннолетних детей. Ещё 17 сотрудников банка попали в больницы с ожогами и различными травмами.
Было возбуждено уголовное дело. Следствие по нему шло 3 месяца. Следственная группа пришла к выводу, что пожару способствовали нарушения правил пожарной безопасности, которые допустило руководство отделения Сбербанка и инспекторы Первореченского района.
В банке не проводились учения, как действовать в экстремальной ситуации, и люди не знали, куда бежать.
В ходе расследования уголовного дела было установлено, что акт проверки от 30 июля 2004 года о выявленных нарушениях правил пожарной безопасности в здании ПромстройНИИПроекта, представленный инспектором отдела Госпожнадзора Первореченского района Владивостока Алексеем Лобановым, был сфальсифицирован. Государственный пожарный надзор не проверял это здание с 2001 года.

## Итоги расследования и приговор
В октябре 2007 года Первореченский районный суд вынес приговор пяти обвиняемым по уголовному делу о крупном пожаре в здании ПромстройНИИпроекта. Руководитель отделения банка Людмила Феофанова, старший инженер административно-хозяйственного отдела отделения банка Виктор Хаников и начальник отдела государственного пожарного надзора Первореченского района Сергей Лузган приговорены к 2 годам лишения свободы каждый. На 1 год и 10 месяцев осуждены директор ООО «Восточная стена» Виктор Марченко и старший инспектор отдела государственного пожарного надзора Первореченского района Владивостока Алексей Лобанов, с отбыванием наказания в колонии-поселении.